# Le Housseau-Brétignolles
Pour les articles homonymes, voir Housseau et Brétignolles.
Le Housseau-Brétignolles est une commune française, située dans le département de la Mayenne en région Pays de la Loire, peuplée de 228 habitants.
Brétignolles fait partie de la province historique de Normandie, tandis que Le Housseau a la particularité de faire partie à la fois des provinces historiques du Maine et de la Normandie.

## Géographie
La commune est au nord du Bas Maine. Le bourg du Housseau est à 4,5 km au nord de Lassay-les-Châteaux, à 13 km au nord-est d'Ambrières-les-Vallées, à 18 km au sud-est de Domfront et à 22 km au sud-ouest de La Ferté-Macé.
| Sept-Forges (Orne)  | Sept-Forges (Orne), Rennes-en-Grenouilles | Rennes-en-Grenouilles |
| Loré (Orne)         | du Housseau-Brétignolles                  | Sainte-Marie-du-Bois  |
| Lassay-les-Châteaux | Lassay-les-Châteaux                       | Lassay-les-Châteaux   |

### Climat
Pour des articles plus généraux, voir Climat des Pays de la Loire et Climat de la Mayenne.
En 2010, le climat de la commune est de type climat océanique altéré, selon une étude du CNRS s'appuyant sur une série de données couvrant la période 1971-2000. En 2020, Météo-France publie une typologie des climats de la France métropolitaine dans laquelle la commune est exposée à un climat océanique et est dans une zone de transition entre les régions climatiques « Normandie (Cotentin, Orne) » et « Moyenne vallée de la Loire ». 
Pour la période 1971-2000, la température annuelle moyenne est de 10,3 °C, avec une amplitude thermique annuelle de 13,9 °C. Le cumul annuel moyen de précipitations est de 879 mm, avec 13,7 jours de précipitations en janvier et 7,9 jours en juillet. Pour la période 1991-2020, la température moyenne annuelle observée sur la station météorologique de Météo-France la plus proche, sur la commune du Horps à 9 km à vol d'oiseau, est de 11,1 °C et le cumul annuel moyen de précipitations est de 857,1 mm,. Pour l'avenir, les paramètres climatiques de la commune estimés pour 2050 selon différents scénarios d'émission de gaz à effet de serre sont consultables sur un site dédié publié par Météo-France en novembre 2022.

## Urbanisme

### Typologie
Au 1er janvier 2024, Le Housseau-Brétignolles est catégorisée commune rurale à habitat dispersé, selon la nouvelle grille communale de densité à sept niveaux définie par l'Insee en 2022.
Elle est située hors unité urbaine et hors attraction des villes,.

### Occupation des sols
L'occupation des sols de la commune, telle qu'elle ressort de la base de données européenne d’occupation biophysique des sols Corine Land Cover (CLC), est marquée par l'importance des territoires agricoles (95,4 % en 2018), en diminution par rapport à 1990 (98,6 %). La répartition détaillée en 2018 est la suivante : 
terres arables (46,7 %), prairies (44,2 %), zones agricoles hétérogènes (4,5 %), zones urbanisées (3,2 %), forêts (1,4 %). L'évolution de l’occupation des sols de la commune et de ses infrastructures peut être observée sur les différentes représentations cartographiques du territoire : la carte de Cassini (XVIIIe siècle), la carte d'état-major (1820-1866) et les cartes ou photos aériennes de l'IGN pour la période actuelle (1950 à aujourd'hui).

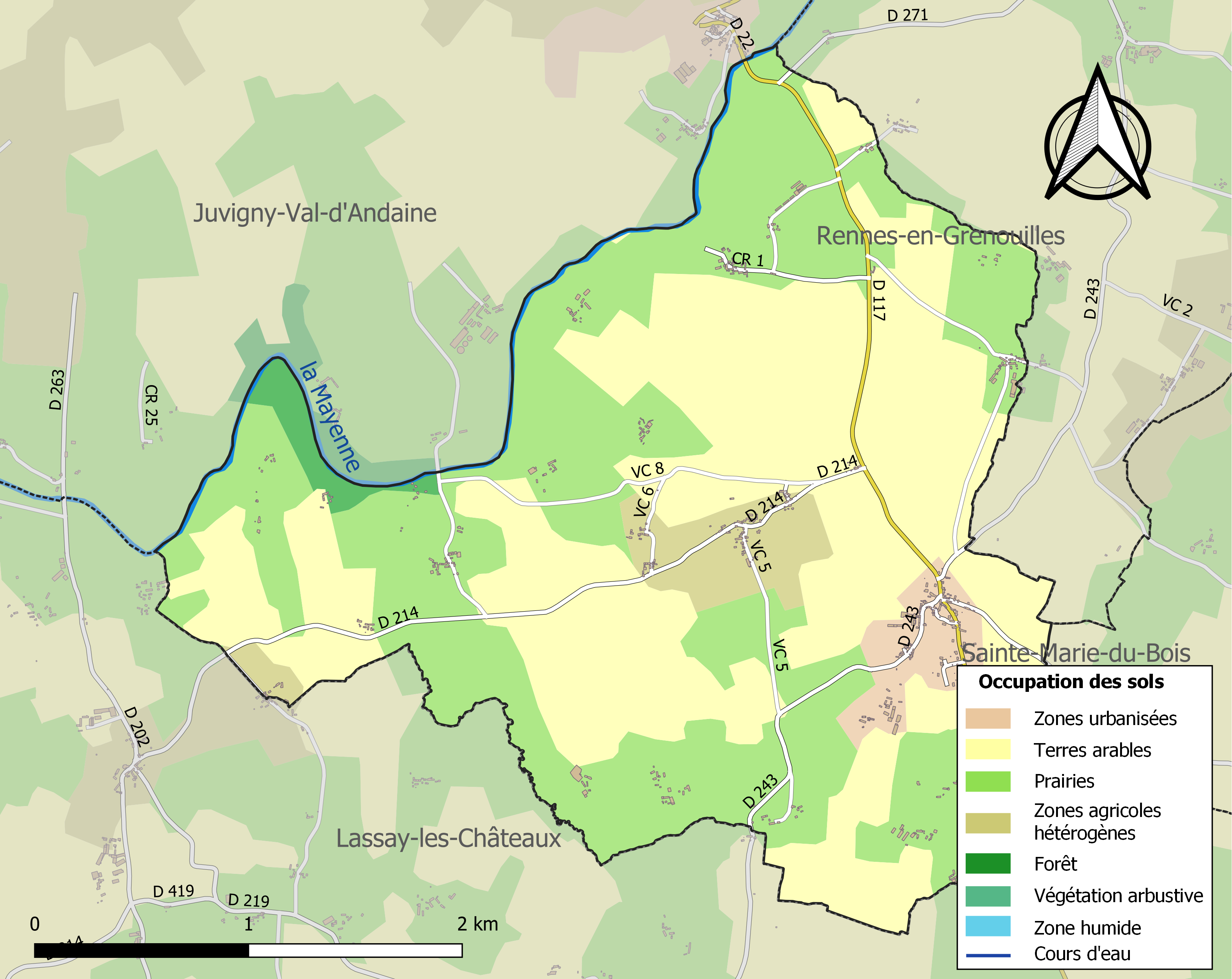
Carte des infrastructures et de l'occupation des sols de la commune en 2018 (CLC).

## Toponymie
Le Housseau est attestée sous la forme Hucellum en 1142.

Le toponyme Housseau serait issu du germanique hulis, « houx », désignant un endroit planté de houx, le nom désigne un « lieu où pousse le houx ».
Brétignolles est attestée sous la forme Bretynnolas en 989.

Le nom Brétignolles (village de la commune) ferait référence à une ancienne colonie de Bretons (de la Grande-Bretagne actuelle) qui se seraient installés en divers endroits après avoir été chassés de leurs terres par les Angles et les Saxons aux Ve et VIe siècles.
Le gentilé est Housséens-Brétignollais.

## Histoire
La commune du Housseau-Brétignolles a été créée en 1972 par la fusion des communes de Brétignolles-le-Moulin et Le Housseau où se trouve la mairie. Cette dernière avait absorbé en 1832 la commune homonyme issue de la partie de paroisse intégrée à la Révolution au département de l'Orne. Brétignolles était également ornaise avant de devenir mayennaise en 1832, son nom devenant Brétignolles-le-Moulin en 1919.

## Politique et administration
Le conseil municipal est composé de onze membres dont le maire et deux adjoints.

## Population et société

### Démographie
L'évolution du nombre d'habitants est connue à travers les recensements de la population effectués dans la commune depuis 1793. Pour les communes de moins de 10 000 habitants, une enquête de recensement portant sur toute la population est réalisée tous les cinq ans, les populations de référence des années intermédiaires étant quant à elles estimées par interpolation ou extrapolation. Pour la commune, le premier recensement exhaustif entrant dans le cadre du nouveau dispositif a été réalisé en 2008.
En 2022, la commune comptait 228 habitants, en évolution de −11,28 % par rapport à 2016 (Mayenne : −0,73 %, France hors Mayotte : +2,11 %).
Le Housseau a compté jusqu'à 519 habitants en 1831. Brétignolles avait atteint son maximum démographique en 1806 (482 habitants).
| 1793 | 1800 | 1806 | 1821 | 1831 | 1836 | 1841 | 1846 | 1851 |
| ---- | ---- | ---- | ---- | ---- | ---- | ---- | ---- | ---- |
| 292  | 230  | 227  | 231  | 519  | 508  | 486  | 504  | 452  |

| 1856 | 1861 | 1866 | 1872 | 1876 | 1881 | 1886 | 1891 | 1896 |
| ---- | ---- | ---- | ---- | ---- | ---- | ---- | ---- | ---- |
| 432  | 435  | 420  | 434  | 429  | 427  | 402  | 394  | 367  |

| 1901 | 1906 | 1911 | 1921 | 1926 | 1931 | 1936 | 1946 | 1954 |
| ---- | ---- | ---- | ---- | ---- | ---- | ---- | ---- | ---- |
| 343  | 320  | 298  | 252  | 243  | 252  | 267  | 245  | 236  |

| 1962 | 1968 | 1975 | 1982 | 1990 | 1999 | 2006 | 2008 | 2013 |
| ---- | ---- | ---- | ---- | ---- | ---- | ---- | ---- | ---- |
| 211  | 189  | 269  | 216  | 202  | 212  | 225  | 229  | 258  |

| 2018 | 2022 | - | - | - | - | - | - | - |
| ---- | ---- | - | - | - | - | - | - | - |
| 238  | 228  | - | - | - | - | - | - | - |

## Culture locale et patrimoine

### Lieux et monuments

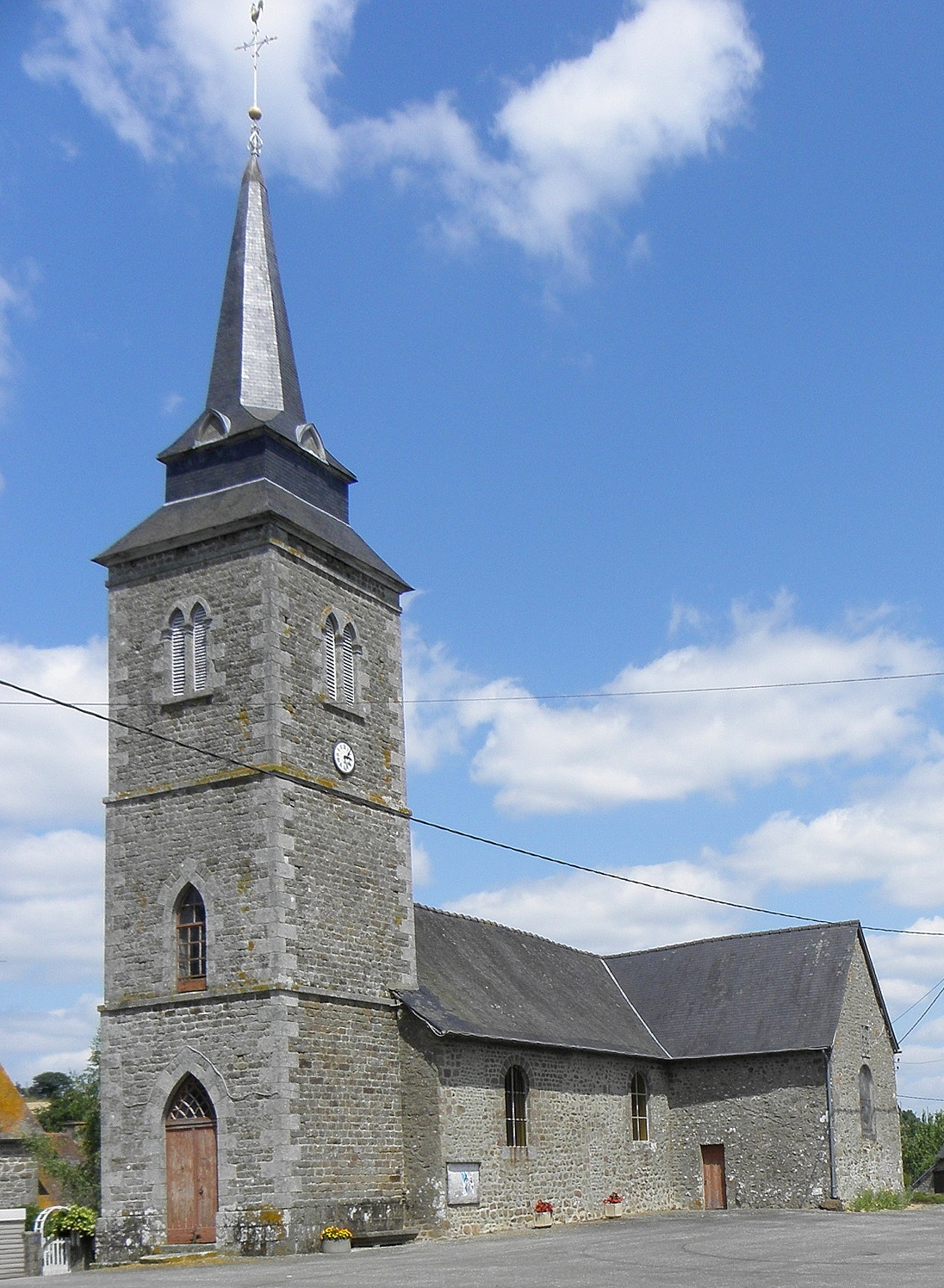
L'église Notre-Dame-de-l'Assomption de Brétignolles-le-Moulin.

- Église Saint-Pierre-et-Saint-Paul du Housseau.
- Église Notre-Dame-de-l'Assomption de Brétignolles-le-Moulin, abritant trois statues des XVe et XVIe siècles (saint Nicolas, saint Jean-Baptiste et sainte Élisabeth de Hongrie) classées à titre d'objets aux monuments historiques[25].

### Patrimoine culturel

#### Le Housseau-Brétignolles dans les arts
Le film La Famille Bélier a été en partie tourné au Housseau-Brétignolles.

### Emblèmes

#### Héraldique
| Blason de Le Housseau-Brétignolles | Blason  | D’argent, à une roue de moulin de sable, mantelé d’azur à deux feuilles de houx du premier, affrontées et penchées le long de la partition. |
| Blason de Le Housseau-Brétignolles | Détails | Le mantelé indique que Le Housseau est sur une colline qui surplombe la Mayenne; il indique aussi que Brétignolles-le-Moulin est environné de collines. L’azur fait référence à la Mayenne qui baigne Le Housseau et rappelle aussi le ruisseau de Lassay qui arrose l’ancien territoire de Brétignoles-le-Moulin. Les feuilles de houx symbolisent le nom de Le Housseau, le lieu planté de houx. La roue de moulin représente le déterminant de Brétignolles, rappelant ainsi la présence de ce bâtiment dans l’ancienne commune. Les ornements sont deux deux gerbes de blé d’or, mises en sautoir par la pointe et liées d’azur pour honorer l’agriculture communale. Le listel d'argent porte le nom de la commune en lettres majuscules de sable. La couronne de tours dit que l’écu est celui d’une commune ; elle n’a rien à voir avec des fortifications. Le statut officiel du blason reste à déterminer. |

### Personnalités liées à la commune
- Julien-Gabriel Bigot de la Robillardière (1764-1817), officier de marine.